# Henna Johansson
Henna Katarina Johansson (Gällivare, 1 de mayo de 1991) es una deportista sueca que compite en lucha libre.
Ganó dos medallas de bronce en el Campeonato Mundial de Lucha, en los años 2010 y 2019, y tres medallas en el Campeonato Europeo de Lucha, entre los años 2009 y 2018.

## Palmarés internacional
| Campeonato Mundial | Campeonato Mundial     | Campeonato Mundial | Campeonato Mundial |
| Año                | Lugar                  | Medalla            | Categoría          |
| ------------------ | ---------------------- | ------------------ | ------------------ |
| 2010               | Moscú (Rusia)          | Medalla de bronce  | 63 kg              |
| 2019               | Nursultán (Kazajistán) | Medalla de bronce  | 62 kg              |
| Campeonato Europeo |                        |                    |                    |
| Año                | Lugar                  | Medalla            | Categoría          |
| 2009               | Vilna (Lituania)       | Medalla de bronce  | 63 kg              |
| 2012               | Belgrado (Serbia)      | Medalla de oro     | 67 kg              |
| 2018               | Kaspisk (Rusia)        | Medalla de bronce  | 65 kg              |